# Продан, Игорь Вячеславович
И́горь Вячесла́вович Про́дан (укр. Ігор Вячеславович Продан; род. 29 февраля 1976, Киев) — украинский футболист, игравший на позиции нападающего

## Биография
Воспитанник футбольной школы киевского «Динамо». Занимался под руководством тренера Александра Шпакова, в одной группе с Андреем Шевченко и ещё рядом именитых, в будущем, футболистов. С 1994 года стал привлекаться к играм за «Динамо-3» в любительском чемпионате, а позже — за «Динамо-2» в первой лиге. Тем не менее, в составе основной команды на поле так ни разу и не появился. В 1996 году стал игроком киевской «Оболони», выступавшей во второй лиге. В 1997 году отыграл за «пивоваров» ещё полгода, после чего подписал контракт с кременчугским «Кремнем», в составе которого провёл полноценный сезон в первой лиге, отличившись голами 10 раз. На следующий год перешёл в ахтырский «Нефтяник», за который отыграл очередной хороший сезон в первом дивизионе, забив 11 голов в чемпионате и ещё 4 — в кубке Украины. Своей игрой привлёк внимание клуба высшей лиги — кировоградской «Звезды», игроком которой стал в 1999 году. Дебютировал в элитном дивизионе 24 июня 1999 года, выйдя в стартовом составе в домашнем матче против тернопольской «Нивы», на 62-й минуте которого был заменён Денисом Ковбой. Тем не менее, в составе кировоградцев закрепиться не удалось, а данная игра стала единственной для Продана за «Звезду». Уже в августе игрок перешёл в «Явор-Сумы», где доиграл до конца года, а затем вернулся в «Нефтяник».
Закончив сезон 1999/00 в Ахтырке, перед началом следующего чемпионата перешёл в ужгородское «Закарпатье». В команде быстро стал одним из основных игроков, и в дебютном сезоне помог клубу завоевать серебряные медали первой лиги. В следующем году продолжил быть одним из лидеров в составе ужгородцев в высшей лиге, с 8 голами став лучшим бомбардиром команды и одним из лучших бомбардиров лиги в целом, что, однако, не уберегло «Закарпатье» от последнего места в турнирной таблице. Чемпионат 2002/03 начал в «Оболони», где провёл 2 с половиной сезона, уже не отличавшись подобной результативностью. В 2005 году стал игроком харьковского «Арсенала», в составе которого снова стал серебряным призёром первого дивизиона. В следующем году выступал в высшей лиге за новосозданный ФК «Харьков», однако больше времени проводил в дублирующем составе. Зимой 2006 года вернулся в «Закарпатье», но там уже основных ролей не отыгрывал. После этого стал игроком луцкой «Волыни», где отыграл за сезон 2006/07 два матча. В дальнейшем перебрался в, выступавшую во второй лиге, «Еднисть» из Плисок. Также играл за вторую команду клуба в любительском чемпионате. В 2008 году перешёл в луганский «Коммунальник», в составе которого стал победителем своей группы второй лиге. В первой половине следующего сезона луганская команда была расформирована, а Продан завершил профессиональную карьеру. После этого выступал за любительские клубы из Киева и Киевской области. Затем тренировал ряд клубов, также выступавших в любительских соревнованиях.

## Достижения
- Серебряный призёр первой лиги Украины: 2000/01, 2004/05
- Победитель второй лиги Украины: 2007/08 (группа «Б»)